# Apertura petrolera

PDVSA volvió a dar concesiones para que empresas extranjeras pudieran extraer y vender petróleo venezolano.

La apertura petrolera fue una política económica planeada y ejecutada entre 1992 y 1999, por el segundo gobierno de Carlos Andrés Pérez y la empresa nacional Petróleos de Venezuela (PDVSA) que buscaba la participación de empresas privadas, nacionales y extranjeras en la exploración, producción, almacenamiento, transporte, distribución y comercialización de petróleo de Venezuela.
Fue continuada posteriormente por el segundo gobierno de Rafael Caldera como parte de la Agenda Venezuela.

## Contexto

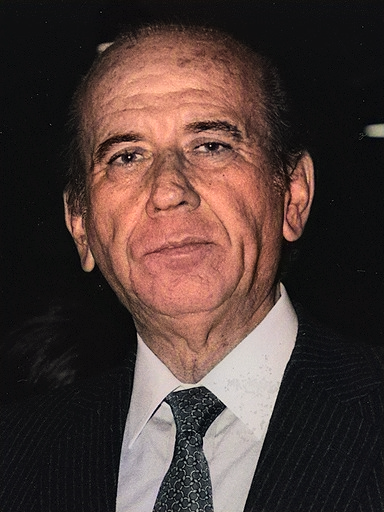
Durante el segundo gobierno de Carlos Andrés Pérez comenzó la apertura petrolera.

El primer gobierno de Pérez nacionalizó el petróleo en 1975 (verticalizando la industria petrolera y dándole control monopólico al Estado sobre ésta), lo que en el contexto de la crisis del petróleo de 1973 y el aumento del precio del barril petrolero que trajo consigo se tradujo en ingresos cuantiosos para la nación, sin embargo, para la década de 1980, los precios se habían derrumbado y a principios de los años 1990, Venezuela se hallaba con una alta deuda externa.

## Historia
A partir de la implementación de la apertura petrolera se dieron concesiones a empresas extranjeras para explotar y comercializar con crudo venezolano con la intención de multiplicar la extracción petrolera, una política que generaba una buena expectativa por parte dichas empresas.
Desde el principio diversos especialistas e intelectuales plantearon dudas respecto al proceso, argumentando que mientras las trasnacionales petroleras sacarían el mayor beneficio, para el país sería un retroceso en los logros nacionales en materia petrolera, así como podría significar la pérdida de autonomía de PDVSA, además del agotamiento de los recursos petroleros.
Después del término de la presidencia de Ramón J. Velázquez, Rafael Caldera la impulsó como parte de la Agenda Venezuela.